# Associazione Calcio Siena 1995-1996
Questa voce raccoglie le informazioni riguardanti l'Associazione Calcio Siena nelle competizioni ufficiali della stagione 1995-1996.

## Stagione
Nella stagione 1995-1996 il Siena disputò il decimo campionato di Serie C1 della sua storia.

## Divise e sponsor
Il fornitore ufficiale di materiale tecnico per la stagione 1995-1996 fu Virma, mentre lo sponsor di maglia fu CDI-Ring Denim.
| 1ª divisa |

## Organigramma societario
Area direttiva
- Presidente: Max Paganini
- Direttore generale: Claudio Garzelli
- Direttore sportivo: Nelso Ricci
- Addetti stampa: Maurizio Boldrini e Stefano Montomoli
- Segretario: Sandro Maffei
- Collaboratore segreteria: Lido Mancini

Area tecnica
- Allenatore: Luigi De Canio
- Allenatore in seconda: Claudio Rastelli

Area sanitaria
- Medico sociale: Andrea Causarano
- Massaggiatore: Bruno Tanganelli

## Rosa
| N. |                     | Ruolo | Calciatore              |
| -- | ------------------- | ----- | ----------------------- |
|    | Italia (bandiera)   | P     | Andrea Ivan             |
|    | Italia (bandiera)   | P     | Gianni Marco Sansonetti |
|    | Italia (bandiera)   | P     | Matteo Testi            |
|    | Italia (bandiera)   | D     | Paolo Benetti           |
|    | Italia (bandiera)   | D     | Michele Cinelli         |
|    | Italia (bandiera)   | D     | Gianfranco Germoni      |
|    | Italia (bandiera)   | D     | Luca Monari             |
|    | Svizzera (bandiera) | D     | Patrick Moro            |
|    | Italia (bandiera)   | D     | Andrea Pepi             |
|    | Italia (bandiera)   | D     | Celeste Pin             |
|    | Italia (bandiera)   | D     | Sandro Vignini          |
|    | Italia (bandiera)   | C     | Maurizio Angeli         |
|    | Italia (bandiera)   | C     | Marco Arno              |

| N. |                   | Ruolo | Calciatore          |
| -- | ----------------- | ----- | ------------------- |
|    | Italia (bandiera) | C     | Andrea Bianchi      |
|    | Italia (bandiera) | C     | Matteo Capecchi     |
|    | Italia (bandiera) | C     | Fabio Carsetti      |
|    | Italia (bandiera) | C     | Angelo Ferraro      |
|    | Italia (bandiera) | C     | Alessio Floridi     |
|    | Italia (bandiera) | C     | Valentino Papa      |
|    | Italia (bandiera) | C     | Roberto Romualdi    |
|    | Italia (bandiera) | C     | Luciano Stazi       |
|    | Italia (bandiera) | A     | Matteo Baiocchi     |
|    | Italia (bandiera) | A     | Giorgio Carbone     |
|    | Italia (bandiera) | A     | Federico Lauria     |
|    | Italia (bandiera) | A     | Cristian Menichetti |
|    | Italia (bandiera) | A     | Roberto Putelli     |

## Risultati

### Serie C1

#### Girone d'andata
| Arbitro: | Gambino (Barletta) |

|                    |           |  |
| Mirabelli 35’, 62’ | Marcatori |  |

| Arbitro: | Corda (Cagliari) |

|                |           |  |
| G. Carbone 72’ | Marcatori |  |

| Arbitro: | Pin (Conegliano) |

|                                  |           |                                       |
| De Sensi 3’ Gianguzzo 29’ (rig.) | Marcatori | 36’ G. Carbone 70’ Putelli 80’ Lauria |

| Arbitro: | Acronzio (Teramo) |

|             |           |                |
| Bianchi 30’ | Marcatori | 25’ Insanguine |

| Nocera Inferiore 24 settembre 1995 5ª giornata | Nocerina        | 0 – 0 | Siena | Stadio San Francesco d'Assisi\| Arbitro: \| Cossero (Udine) \| |
| Arbitro:                                       | Cossero (Udine) |       |       |                                                                |

| Arbitro: | Tullio (Avezzano) |

|                                     |           |  |
| Putelli 6’ (rig.), 42’, 45’ Pin 19’ | Marcatori |  |

| Arbitro: | Zaltron (Bassano del Grappa) |

|            |           |  |
| Vadacca 3’ | Marcatori |  |

| Arbitro: | Sciamanna (Ascoli Piceno) |

|                            |           |  |
| G. Carbone 77’ Putelli 88’ | Marcatori |  |

| Arbitro: | Gregoroni (Napoli) |

|                             |           |            |
| Bacci 33’ De Patre 62’, 73’ | Marcatori | 83’ Lauria |

| Arbitro: | Rosetti (Torino) |

|                                       |           |  |
| Benetti 32’ G. Carbone 60’ Lauria 71’ | Marcatori |  |

| Arbitro: | Fausti (Milano) |

|            |           |  |
| Di Dio 24’ | Marcatori |  |

| Arbitro: | Vendramin (Castelfranco Veneto) |

|                         |           |                                |
| Floridi 13’ Putelli 45’ | Marcatori | 56’ (aut.) Pin 89’ Bertuccelli |

| Arbitro: | Nucini (Bergamo) |

|                |           |  |
| Campilongo 78’ | Marcatori |  |

| Arbitro: | Calabrese (Avezzano) |

|                  |           |            |
| Benetti 34’, 89’ | Marcatori | 85’ Siroti |

| Arbitro: | Alban (Bassano del Grappa) |

|                      |           |  |
| Cortesi 4’ Frati 50’ | Marcatori |  |

| Arbitro: | Mandolito (Cosenza) |

|                                |           |  |
| Putelli 43’ Matrone 50’ (aut.) | Marcatori |  |

| Arbitro: | Strazzera (Trapani) |

|              |           |  |
| Altamura 85’ | Marcatori |  |

#### Girone di ritorno
| Siena 6 gennaio 1996 18ª giornata | Siena             | 0 – 0 | Ascoli | Stadio Artemio Franchi\| Arbitro: \| Pirrone (Messina) \| |
| Arbitro:                          | Pirrone (Messina) |       |        |                                                           |

| Arbitro: | Manganelli (Milano) |

|             |           |  |
| Perrone 20’ | Marcatori |  |

| Arbitro: | Sirotti (Forlì) |

|                    |           |              |
| Putelli 32’ (rig.) | Marcatori | 44’ De Sensi |

| Arbitro: | Sputore (Vasto) |

|              |           |  |
| Chianese 87’ | Marcatori |  |

| Arbitro: | Lion (Padova) |

|                        |           |              |
| Benetti 47’ Lauria 82’ | Marcatori | 88’ Pallanch |

| Nola 25 febbraio 1996 | Nola              | 0 – 0 | Siena | Stadio Comunale\| Arbitro: \| Capozzi (Vicenza) \| |
| Arbitro:              | Capozzi (Vicenza) |       |       |                                                    |

| Arbitro: | Urbano (Carbonia) |

|                  |           |               |
| Carbone 58’, 73’ | Marcatori | 57’ Carruezzo |

| Arbitro: | Longo (Paola) |

|                         |           |  |
| Pecoraro 24’ Casale 90’ | Marcatori |  |

| Siena 24 marzo 1996 | Siena                      | 0 – 0 | Lecce | Stadio Artemio Franchi\| Arbitro: \| Cardella (Torre del Greco) \| |
| Arbitro:            | Cardella (Torre del Greco) |       |       |                                                                    |

| Arbitro: | Castellani (Verona) |

|                                           |           |                      |
| Tatomir 15’ Manganiello 56’ Chiappara 77’ | Marcatori | 20’ Moro 82’ Putelli |

| Arbitro: | Soffritti (Ferrara) |

|                  |           |  |
| Putelli 13’, 70’ | Marcatori |  |

| Arbitro: | Acronzio (Teramo) |

|                |           |                      |
| Buoncammino 1’ | Marcatori | 16’ Putelli 20’ Arno |

| Arbitro: | Dondarini (Finale Emilia) |

|              |           |             |
| Baiocchi 59’ | Marcatori | 87’ Cuofano |

| Arbitro: | Piretti (Ravenna) |

|                 |           |  |
| Del Giudice 68’ | Marcatori |  |

| Arbitro: | Rosetti (Torino) |

|                                          |           |  |
| Benetti 45’ Putelli 55’, 63’, 71’ (rig.) | Marcatori |  |

| Arbitro: | Sciamanna (Ascoli Piceno) |

|                         |           |  |
| Corvo 44’ Di Maggio 57’ | Marcatori |  |

| Arbitro: | Rossi (Forlì) |

|                    |           |             |
| Putelli 73’ (rig.) | Marcatori | 5’ Verolino |

### Coppa Italia Serie C

#### Primo turno
| Terni 20 agosto 1995 | Ternana | 0 – 0 | Siena | Stadio Libero Liberati |

| Siena 30 agosto 1995 | Siena | 1 – 0 | Ternana | Stadio Artemio Franchi |

#### Secondo turno
| Siena 13 settembre 1995 | Siena | 3 – 0 | Vis Pesaro | Stadio Artemio Franchi |

| Pesaro 27 settembre 1995 | Vis Pesaro | 2 – 2 | Siena | Stadio Tonino Benelli |

#### Terzo turno
| Viterbo 1º novembre 1995 | Viterbese | 1 – 1 | Siena | Stadio Enrico Rocchi |

| Siena 22 novembre 1995 | Siena | 3 – 1 | Viterbese | Stadio Artemio Franchi |

#### Ottavi di finale
| Empoli 20 dicembre 1995 | Empoli | 3 – 0 | Siena | Stadio Carlo Castellani |

| Siena 17 gennaio 1996 | Siena | 2 – 2 | Empoli | Stadio Artemio Franchi |

## Statistiche

### Statistiche di squadra
| Competizione         | Punti | In casa | In casa | In casa | In casa | In casa | In casa | In trasferta | In trasferta | In trasferta | In trasferta | In trasferta | In trasferta | Totale | Totale | Totale | Totale | Totale | Totale | DR |
| Competizione         | Punti | G       | V       | N       | P       | Gf      | Gs      | G            | V            | N            | P            | Gf           | Gs           | G      | V      | N      | P      | Gf     | Gs     | DR |
| -------------------- | ----- | ------- | ------- | ------- | ------- | ------- | ------- | ------------ | ------------ | ------------ | ------------ | ------------ | ------------ | ------ | ------ | ------ | ------ | ------ | ------ | -- |
| Serie C1             | 45    | 17      | 10      | 7       | 0       | 30      | 9       | 17           | 2            | 2            | 13           | 8            | 24           | 34     | 12     | 9      | 13     | 39     | 34     | +5 |
| Coppa Italia Serie C |       | 4       | 3       | 1       | 0       | 9       | 3       | 4            | 0            | 3            | 1            | 3            | 6            | 8      | 3      | 4      | 1      | 12     | 9      | +3 |
| Totale               | -     | 21      | 13      | 8       | 0       | 39      | 12      | 21           | 2            | 5            | 14           | 11           | 30           | 42     | 15     | 13     | 14     | 51     | 43     | +8 |

### Statistiche dei giocatori[4]
| Giocatore       | Serie C1 | Serie C1 | Coppa Italia Serie C | Coppa Italia Serie C | Totale   | Totale |
| Giocatore       | Presenze | Reti     | Presenze             | Reti                 | Presenze | Reti   |
| --------------- | -------- | -------- | -------------------- | -------------------- | -------- | ------ |
| M. Angeli       | 2        | 0        | ?                    | ?                    | 2+       | 0+     |
| M. Arno         | 17       | 1        | ?                    | ?                    | 17+      | 1+     |
| M. Baiocchi     | 22       | 1        | ?                    | ?                    | 22+      | 1+     |
| P. Benetti      | 32       | 5        | ?                    | ?                    | 32+      | 5+     |
| A. Bianchi      | 28       | 1        | ?                    | ?                    | 28+      | 1+     |
| M. Capecchi     | 9        | 0        | ?                    | ?                    | 9+       | 0+     |
| G. Carbone      | 34       | 6        | ?                    | ?                    | 34+      | 6+     |
| F. Carsetti     | 11       | 0        | ?                    | ?                    | 11+      | 0+     |
| M. Cinelli      | 21       | 0        | ?                    | ?                    | 21+      | 0+     |
| A. Ferraro      | 31       | 0        | ?                    | ?                    | 31+      | 0+     |
| A. Floridi      | 25       | 1        | ?                    | ?                    | 25+      | 1+     |
| G. Germoni      | 6        | 0        | ?                    | ?                    | 6+       | 0+     |
| A. Ivan         | 29       | -27      | ?                    | ?                    | 29+      | -27+   |
| F. Lauria       | 27       | 4        | ?                    | ?                    | 27+      | 4+     |
| C. Menichetti   | 3        | 0        | ?                    | ?                    | 3+       | 0+     |
| L. Monari       | 1        | 0        | ?                    | ?                    | 1+       | 0+     |
| P. Moro         | 20       | 1        | ?                    | ?                    | 20+      | 1+     |
| V. Papa         | 1        | 0        | ?                    | ?                    | 1+       | 0+     |
| A. Pepi         | 22       | 0        | ?                    | ?                    | 22+      | 0+     |
| C. Pin          | 31       | 1        | ?                    | ?                    | 31+      | 1+     |
| R. Putelli      | 33       | 16       | ?                    | ?                    | 33+      | 16+    |
| R. Romualdi     | 21       | 0        | ?                    | ?                    | 21+      | 0+     |
| G.M. Sansonetti | 5        | -6       | ?                    | ?                    | 5+       | -6+    |
| L. Stazi        | 4        | 0        | ?                    | ?                    | 4+       | 0+     |
| M. Testi        | 1        | 0        | ?                    | ?                    | 1+       | 0+     |
| S. Vignini      | 20       | 0        | ?                    | ?                    | 20+      | 0+     |